# ویکی‌پدیای ارمنی
ویکی‌پدیای ارمنی (ارمنی: Վիքիպեդիա Vikipedia یا Վիքիպեդիա Ազատ Հանրագիտարան ویکی‌پدیا آزات هانراگیتاران) نسخهٔ زبان ارمنی وبگاه ویکی‌پدیا است که از فوریهٔ ۲۰۰۳ میلادی تحت عنوان Հայերեն Վիքիփեդիա شروع به فعالیت کرد ولی از ۵ آوریل ۲۰۱۵ به Հայերեն Վիքիպեդիա تغییر نام داد.
این ویکی‌پدیا اکنون ۱۵۲٬۵۶۴ نفر مشارکت‌کننده دارد که شامل ده نفر مدیر می‌شود و در فهرست ویکی‌پدیاها در دستهٔ ویکی‌پدیاهای بیش‌تر از ۱۰۰٬۰۰۰ مقاله قرار دارد. در تاریخ ۲ دسامبر ۲۰۱۳ به رقم ۲۰۰٬۰۰۰ مقاله رسید؛ و هم‌اکنون (۲۹ شهریور ۱۳۹۶ خورشیدی) ۳۱۸٬۰۷۴ مقاله دارد.

## زبان
در ویکی‌پدیای ارمنی از زبان ارمنی با لهجهٔ ارمنی شرقی استفاده می‌شود، هرچند که استفاده از لهجهٔ ارمنی غربی نیز امکان‌پذیر است. برخی مقالات به هر دو لهجه نوشته شده‌اند ولی ترجیح بر استفاده از لهجهٔ ارمنی شرقی است.

## تغییرِ نام
نام اصلی و اولیهٔ ویکی‌پدیای ارمنی Վիքիփեդիա (Vikʻipʻedia) بود ولی در سال ۲۰۱۲ به Վիքիպեդիա (Vikʻipedia) تغییر نام یافت. حرف
պ (pē) با حرف փ (pʻiwr) جایگزین شد تا بازتاب‌دهندهٔ تلفظ همخوان آبسره در لهجهٔ ارمنی شرقی باشد که زبان رسمی در ارمنستان است. بحث‌های مربوط به این تغییر در دو نوبت انجام شد</ref> و تغییر مورد نظر در ۵ آوریل ۲۱۰۲ اعمال شد.

## نگارخانه

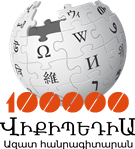
لوگوی یکصدهزارمین مقاله ویکی‌پدیای ارمنی (۲ دسامبر ۲۰۱۳)